# Calamagrostis conwentzii
Calamagrostis conwentzii là một loài thực vật có hoa trong họ Hòa thảo. Loài này được Ulbr. mô tả khoa học đầu tiên năm 1910.